# Skelmorlie Castle
Skelmorlie Castle ist eine Niederungsburg (Tower House) am Ostufer des Firth of Clyde in der schottischen Council Area North Ayrshire. Das Gebäude stammt von 1502 und war früher der Sitz des Clan Montgomery. Das heutige Dorf Skelmorlie liegt nördlich der Burg.

## Geschichte
Auf Robert Gordons Landkarte von 1636–1652 wird der Name als „North Skelmoirluy“ erwähnt, auf John Adairs Landkarte von 1685 als „Skelmurly“ und auf William Roys Landkarte von 1745–1747 als „Skelmorly“. Ursprünglich mag der Namen „geschützte Leeseite des großen Felsens“ bedeutet haben und „Skel-“ könnte gleichbedeutend mit „Skeir“ oder „Skerries“ sein.

### Die Familie Cunninghame
Während der Regierungszeit von König Robert III. gehörten die Ländereien von Skelmorlie den Cunningehames von Kilmaurs. Um 1460 ging der nördliche Teil in die Hände der Montgomerys (als „Skelmorlie-Montgomery“) über, während der Rest (als „Skelmorlie-Cunninghame“) blieb. Anne, Schwester von Alexander de Montgomerie, heiratete einen Cunninghame von Kilmaurs und so erklärt sich die Aufteilung des Landes.

### Die Familie Montgomerie

#### Die Herren oder Barone
Am 6. Juni 1461 übertrug Sir Alexander de Montgomerie von Ardrossan, der erste Lord Montgomerie, die Ländereien von Skelmorlie an seinen zweiten Sohn, den er mit Margaret Boyd (Tochter von Sir Thomas Boyd aus Kilmarnock) hatte, namens George. Dieser wurde so der Gründer der Nebenlinie der Montgomeries von Skelmorlie. George erhielt auch die Ländereien von Lochliboside, Hartfield und Colpy im Baronat Renfrew. Eine weitere Theorie besagt, dass Skelmorlie Castle für einen Bruder von Hugh, dem ersten Earl of Eglinton, errichtet wurde. Dieser Hugh war der Sohn des zweiten Lord Montgomerie und Enkel des ersten Lord Montgomerie. John war der zweite Laird und heiratete Marion Dalzel, mit der er einen Sohn hatte, Cuthbert, der dritte Laird. Cuthbert heiratete Elizabeth, Tochter von Patrick Houston, und ihr ältester Sohn George wurde der vierte Laird. George heiratete Lady Catherine Montgomerie, jüngste Tochter von Hugh, dem ersten Earl of Eglinton. Die beiden hatten eine große Familie und ihr Älteste, Thomas, wurde zum fünften Laird. Thomas starb 1566 und sein Bruder Robert erbte Skelmorlie, ebenso wie Lochransay, Synnock und Lochliboside.
Robert Montgomerie, der siebte Laird, wurde von König Jakob VI. zum Ritter geschlagen und 1628 von König Karl I. von England zum Baronet erhoben. Er war der Sohn eines weiteren Robert; seine Mutter war Dorothy, Tochter von Lord Sempill. Dieser Sir Robert heiratete Margaret, Tochter von Sir William Douglas aus Drumlanrig.
Der sechste Lord, Robert, ermordete 1586 Alexander Cunninghame, Commendator von Kilwinning Abbey, auf seiner Burg und Palast Montgreenan, nachdem die Cunninghames den vierten Lord Eglinton umgebracht hatten. Der ältere Sir Robert und sein ältester Sohn wurden aus Rache dafür von Patrick Maxwell aus Newark Glasgow umgebracht.

#### Die Baronets

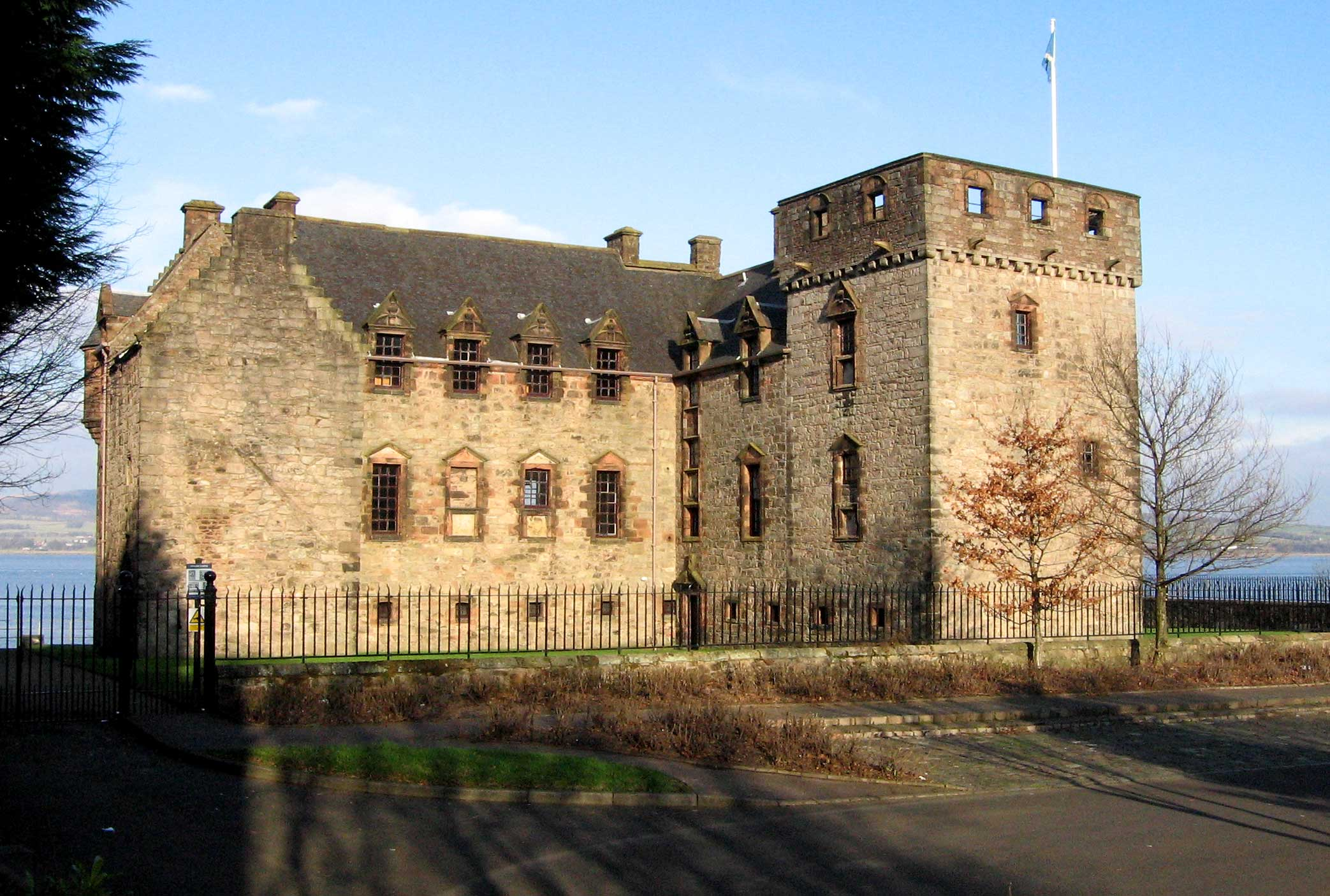
Newark Castle, Port Glasgow

Sir Robert, der siebte Laird und erste Baronet, wurde eines Tages von Patrick Maxwell in Newark Castle entdeckt, wo er vermutlich Rache für die Ermordung seines Vaters und seines Bruders nehmen wollte. Patrick soll gesagt haben: „Komm herunter, Robin, raus aus der Ecke, komm herunter, Mann, zu mir, der Dir den Gefallen getan, hat Dich an einem Tag zum jungen und zum alten Laird von Skelmorlie zu machen.“ Patrick und Sir Robert wurden anschließend tatsächlich Freunde. Sir Robert heiratete Margaret, die Tochter von Sir William Douglas aus Drumlanrig. Sie war eine bekannte Schönheit und Thema von Balladen von Alexander Montgomerie aus Hessilhead.
Der dritte Baronet und neunte Laird, Sir Robert, heiratete, Antonia, Miterbin von Sir James Scott von Rossie in Fife, mit der er vier Söhne und vier Töchter hatte. Diese Dame war eine brennende Kovenanterin und ihr Gatte wurde wiederholt für ihre Teilnahme an deren Zusammenkünften bestraft. Robert starb 1685 und sein Sohn James folgte ihm nach. Dieser hatte sieben Söhne und vier Töchter.
James Montgomery, vierter Baronet und zehnter Laird, war Mitglied des Parlaments und der Convention von 1689, wie sein Vater Robert. Es ist bekannt, dass seine Mutter 1684 einen Brief an ihn schrieb, in dem sie ihn ernstlich züchtigte, weil er sich nicht um sie und ihre vier vaterlosen Kinder kümmerte. Er war einer derer, die gewählt wurden, um König Wilhelm und Königin Maria in London die Krone anzubieten. Er war unzufrieden mit seiner Entlohnung als Angestellter des Lord Justice und wurde zum Unterstützer des abgesetzten Königs Jakob II. von England, dem er sich in St. Germains in Frankreich anschloss. Trotz dieser Unterstützung war Sir James, ein Protestant, beim katholischen König Jakob nicht voll anerkannt und, trotz dessen Versprechen, ihn zum Earl of Ayr zu machen, starb er 1694 in London am „Zorn“. Er hatte Margaret Johnston, Tochter eines Mitverschwörers, dem Earl of Annandale, geheiratet. Die beiden hatten zwei Söhne, Robert den Älteren und William.

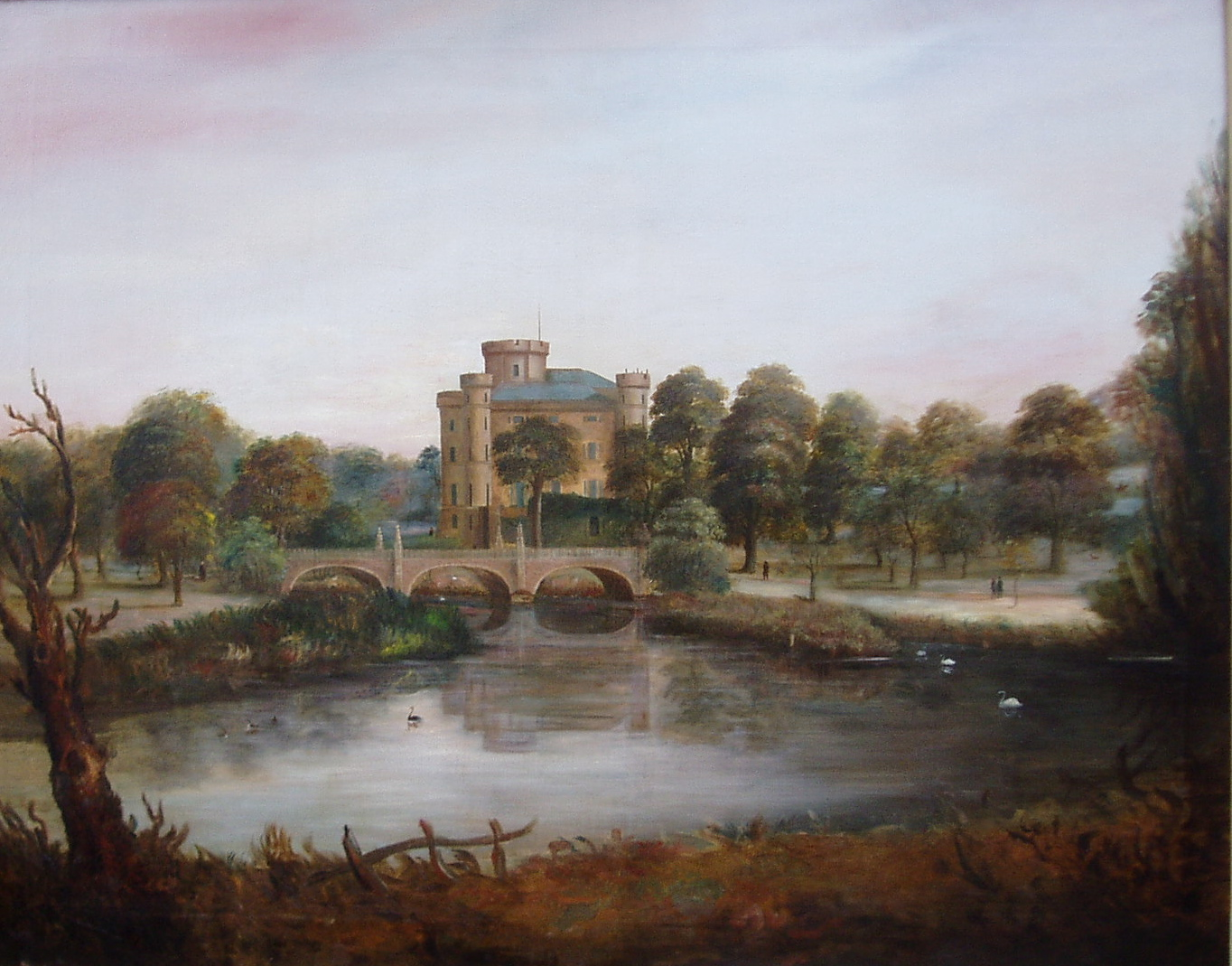
Eglinton Castle, das der 12. Earl of Eglinton erbauen ließ

Der Lord Provost von Glasgow, Hugh Montgomerie von Busbie, kaufte das Anwesen vom vierten Baronet; er nahm es 1731 in Besitz und erbte so den Titel des 6. Baronets und 11. Lairds. 1687 heiratete er Lilias Gemmel, Tochter von Peter Gemmel, Kaufmann in Glasgow, und seiner Gattin Christian Boyd. Hugh war einer der Unterhändler, die die Vereinigung von Schottland und England verhandelten, und Mitglied des letzten schottischen Parlaments. Er wurde als Vertreter für Glasgow in das erste Parlament des Vereinigten Königreiches berufen. Hugh starb 1735 ohne Nachkommen; er war somit der letzte direkte Abkömmling; der Titel wurde gelöscht.
Das Anwesen Skelmorlie fiel an die Tochter des 4. Barons, Lilias, die Alexander Montgomerie aus Coilsfield heiratete. Lilias Sohn Hugh wurde der 12. Earl of Eglinton und seinem Bruder gehörte das Anwesen Annick Lodge. Lilias hatte fünf Söhne und drei Töchter und starb 1783, einige Wochen vor ihrem Gatten. Sie verkaufte ihre Ländereien in Renfrewshire und kaufte Ländereien angrenzend an Skelmorlie.

### Die Burg und das Anwesen

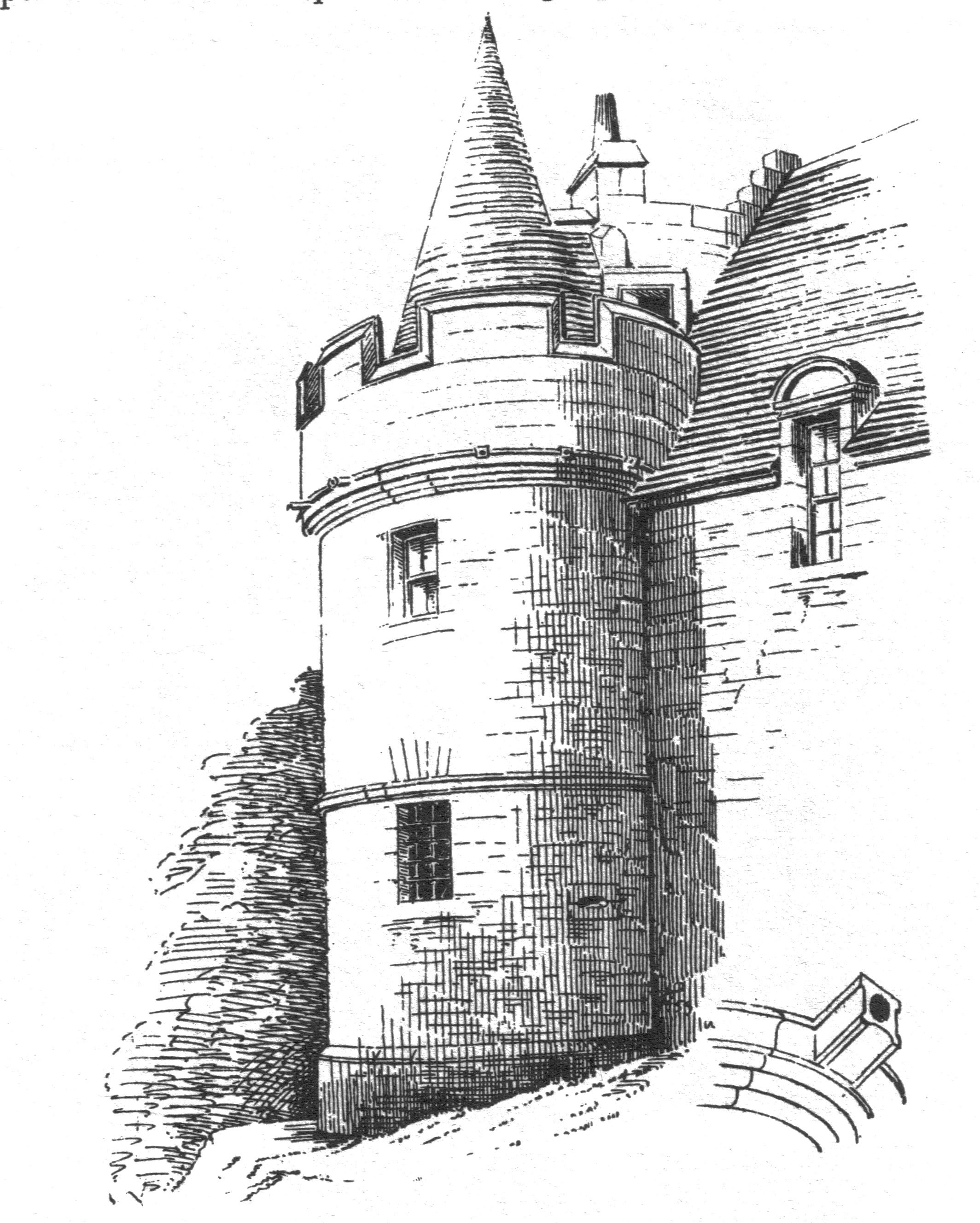
Burg von Südwesten in den 1880er-Jahren

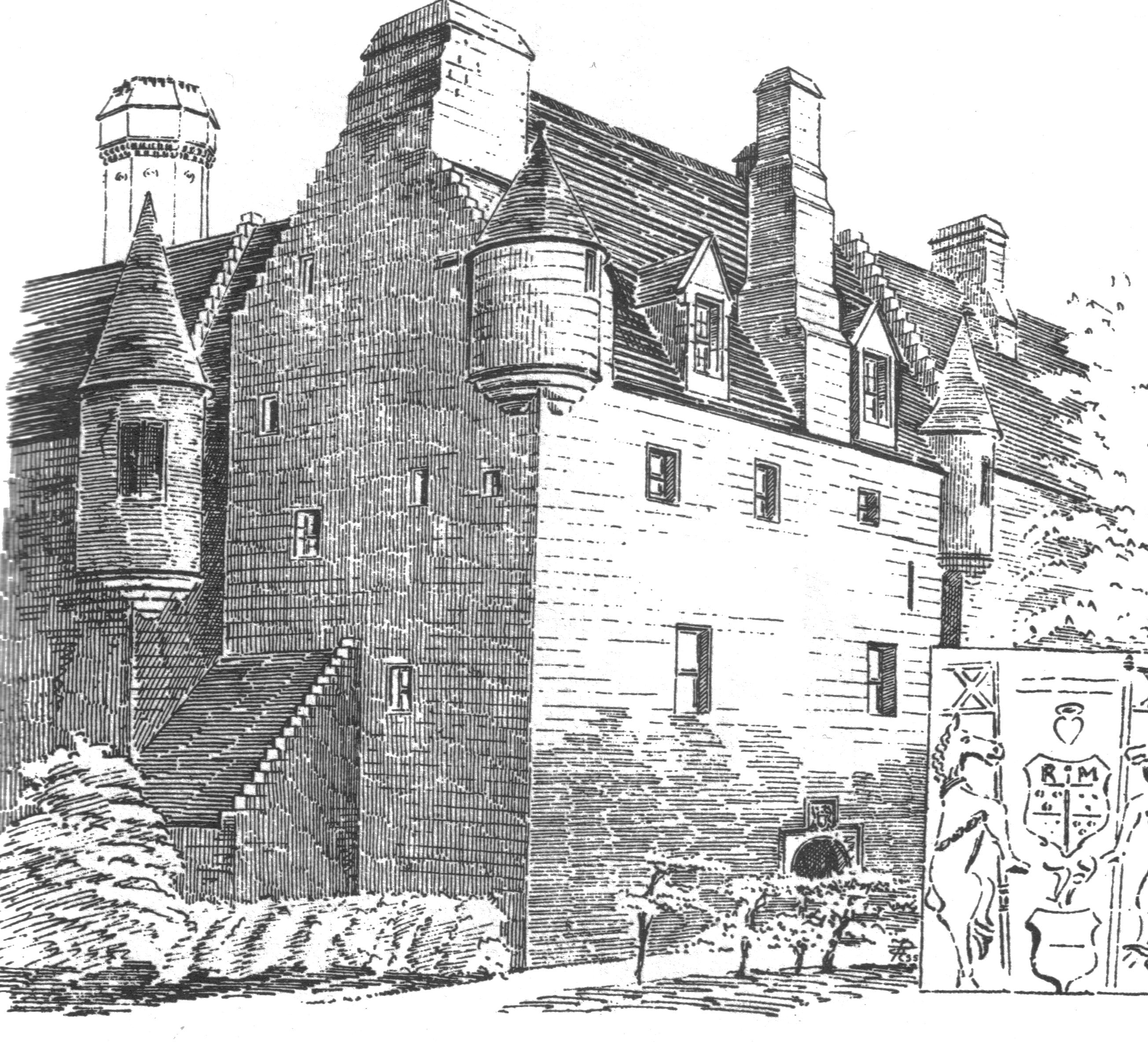
Die Eingangsfassade der Burg von Nordosten in den 1880er-Jahren

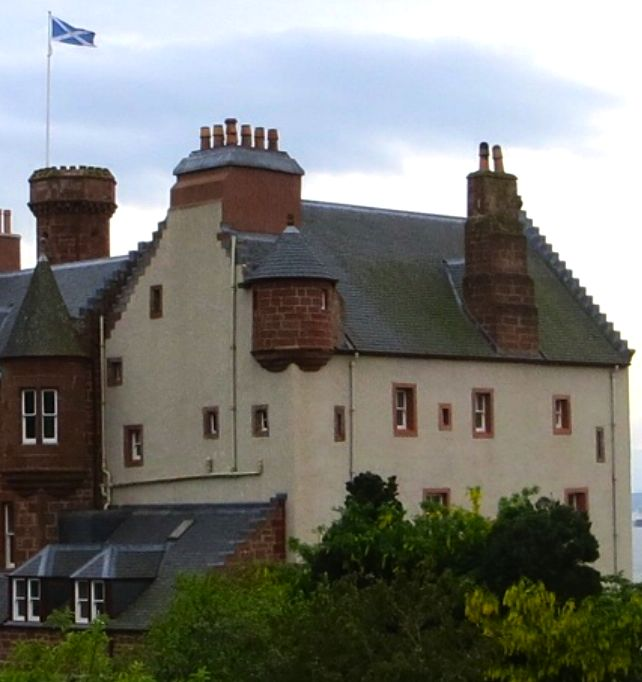
Eingangsfassade der Burg von Nordosten 2014

Das erste Skelmorlie Castle könnte auf einem Mound gestanden haben, der in einer gut zu verteidigenden Position auf einem Geländevorsprung zwischen einem kleinen Bach und dem Skelmorlie Water liegt.
Der älteste Teil der heutigen Burg wurde 1502 errichtet und 1636 erweitert. Damals wurden Brüstungen und deren Konsolen entfernt und stattdessen Ecktürmchen, die später auch eingedeckt wurden, angebracht. Timothy Pont beschreibt Skelmorlie Castle in seinem Vermessungsbericht von Cunninghame um das Jahr 1600 als „(…) ganz gut gebautes Haus. Es ist sicherlich in seiner Lage ein sehr angenehmer und höchst entzückender Ort mit seinen altmodischen Gärten, seiner Terrasse und dem Buschwerk. Den Blick von dort über den Firth of Clyde, zu den gegenüber liegenden Inseln Bute, Arran und Cambraes darf man in seiner pittoresken Szenerie unter allen Aussichten in Großbritannien nicht verpassen.“ Der baronale Rittersaal war im 1. Obergeschoss und als moderneres Speisezimmer hatte er das Wappen der Montgomeries auf dem Dach zusammen mit der Jahreszahl 1762. Die Kapelle, die im 19. Jahrhundert zu Viehställen und Quartieren für die Dienerschaft umgebaut wurde, liegt heute noch auf der Westseite des südlichen Hofes. Sir Roberts Gebäudetrakt aus dem 17. Jahrhundert ist in Teilen erhalten.
Der Turm von Skelmorlie ist in den Abmessungen und der Innenausstattung denen von Little Cumbrae Castle, Fairlie und Law Castle sehr ähnlich.
Das Anwesen wurde im 19. Jahrhundert, wie folgt, beschrieben: „(...) wundervoll angelegt und mit reichen und üppigen Wäldern bedeckt. Der prinzipielle Nachteil dieses feinen, alten Landhauses als moderne Wohnstatt ist sicherlich die Schwierigkeit der Auffahrt dorthin, da es auf einem steilen Hügel steht. Aber in sonstiger Hinsicht ein angenehmes, vielmehr entzückendes Sommerhaus.“ In der Ordnance-Survey-Karte von 1855 sind ein Bowling Green und eine Sonnenuhr, möglicherweise eine schottische Sonnenuhr, verzeichnet. An die alte Baronsmühle erinnert heute noch der Namen ‘’Milnburn’’ (dt. Mühlbach) in der Nähe von Skelmorlie Water. Die Skelmorlie Mains (Bauernhof des Anwesens) sind ebenfalls verzeichnet.
Die Silhouette des Donjons blieb fünf Jahrhunderte lang größtenteils unverändert. Diese Konstruktion aus rotem Sandstein-Bruchstein wurde Anfang der 1960er-Jahre grob mit Harl verputzt, nachdem bei einem Brand 1959 die oberen Geschosse und der Westflügel ausgebrannt waren. Der Westflügel wurde abgerissen und der Donjon restauriert. Diese Restaurierungsarbeiten wurden von den Architekten Noad und Wallace aus Glasgow geplant.
Historic Scotland hat Skelmorlie Castle und seine separaten Nebengebäude (Ecktürmchenhaus aus dem 17. Jahrhundert, frühere Kapelle und viktorianischer Marstall) an der Südseite des südlichen Hofes seit 1971 als historische Bauwerke der Kategorie B gelistet.

#### Bewohner seit dem 19. Jahrhundert

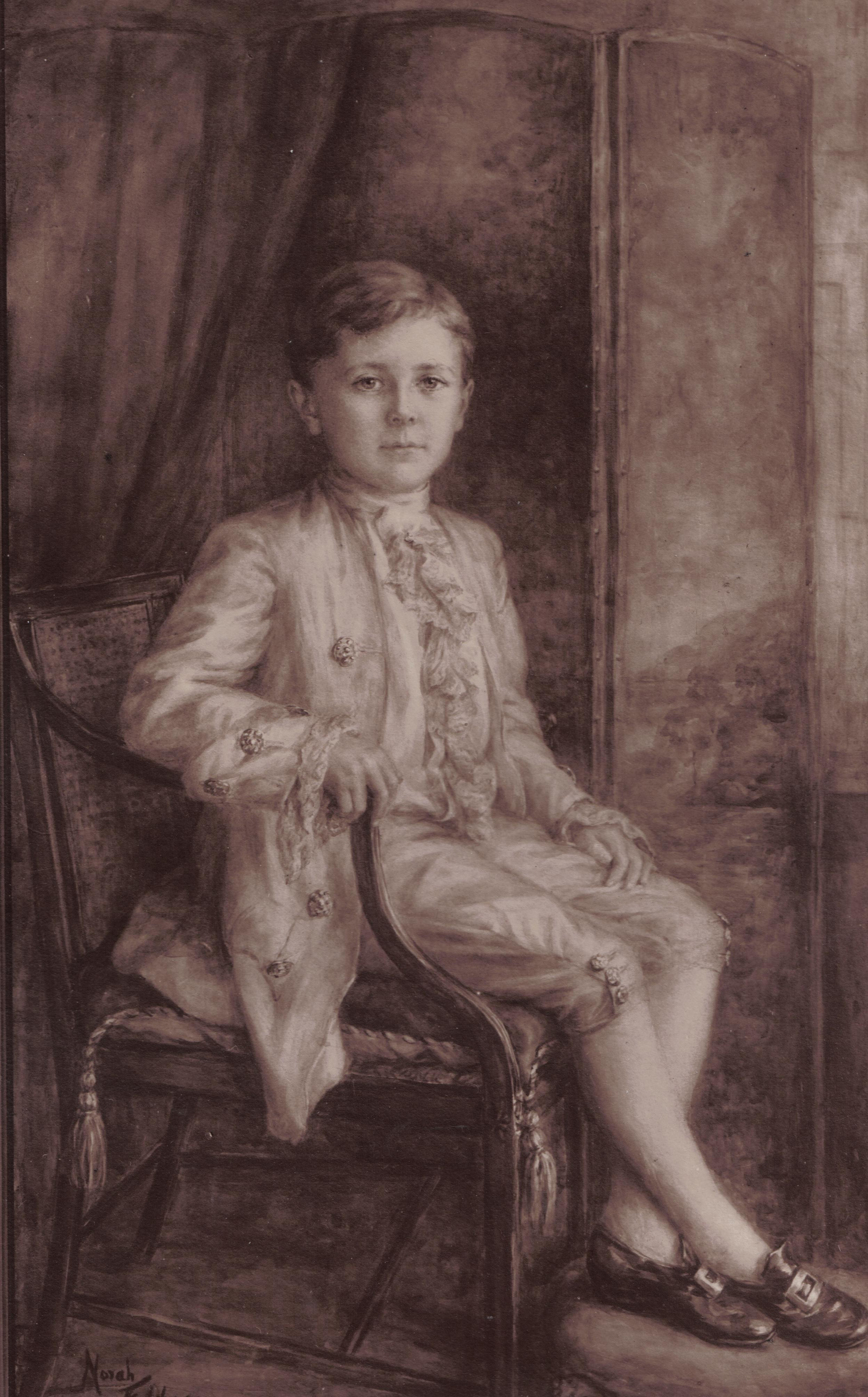
Archibald William 1921, der erste Earl, der den Titel erbte, als er in Skelmorlie Castle wohnte

Major-General James Montgomerie aus Wrighthill, Parlamentsabgeordneter für Ayrshire, lebte Anfang des 19. Jahrhunderts lange Zeit in der Burg; er war der Bruder des 12. Earls und Großonkel des 13. Earls. In dieser Zeit blieb die Burg ein ein wenig verändertes, aber heruntergewirtschaftetes Beispiel einer Turmburg.
In der Zeit von 1852 bis 1890 pachtete John Graham (1797–1886), ein Textil- und Portweinhändler aus Glasgow und großer Kunstmäzen mit außergewöhnlicher Sammlung, die Burg. Er ließ die Burg 1856 umbauen; dabei wurde der Donjon auf seine eigenen Kosten und mit Erlaubnis des Earl of Eglinton restauriert und ein Landhaus den alten Gebäuden hinzugefügt. Sein Architekt war William Railton aus Kilmarnock.
Der 16. Earl of Eglinton zog Mitte der 1920er-Jahre von dem aufgegebenen Eglinton Castle, dem alten Sitz der Montgomeries, hierher um, aber der 18. Earl of Eglinton verkaufte die Burg, die seit 1956 an die Familie Wilson verpachtet war. Der 16. Earl starb 1945 auf Skelmorlie Castle. Die Burg wurde Mitte der 1970er-Jahre Eigentum der Familie Wilson, denen ebenfalls eine Fleischkonservenfahrik auf Eglinton Castle gehörte.
2007 wurde die Burg zum Verkauf angeboten und wechselte im Sommer 2009 seinen Besitzer.